# Embaixada do Brasil em Castries
A Embaixada do Brasil em Castries é a missão diplomática brasileira de Santa Lúcia. A missão diplomática se encontra no endereço, Mardini Building, Rodney Bay, Gros Islet - 4th floor, Castries, Santa Lúcia.